# Witten Hauptbahnhof
Witten Hauptbahnhof (afgekort als: Witten Hbf) is het centraal station of hoofdstation van de Duitse stad Witten. Het station ligt aan de spoorlijnen Hagen – Dortmund, Witten – Bochum-Langendreer en Witten – Schwelm.

## Treinverbindingen
| Serie | Treinsoort                          | Route | Bijzonderheden    |
| ----- | ----------------------------------- | --- | ----------------- |
| RE 4  | Regional-Express (National Express) | Aachen Hbf – Herzogenrath – Rheydt Hbf – Mönchengladbach Hbf – Neuss Hbf – Düsseldorf Hbf – Wuppertal Hbf – Hagen Hbf – Witten Hbf – Dortmund Hbf | Wupper-Express    |
| RE 16 | Regional-Express (Abellio Rail NRW) | Essen Hbf – Bochum Hbf – Witten Hbf – Hagen Hbf – Hohenlimburg – Letmathe – [ Iserlohn ] / Werdohl – Kreuztal – Siegen                            | Ruhr-Sieg-Express |
| RB 40 | Regionalbahn (Abellio Rail NRW)     | Essen Hbf – Essen-Kray Süd – Wattenscheid – Bochum Hbf – Witten Hbf – Wetter (Ruhr) – Hagen-Vorhalle – Hagen Hbf                                  | Ruhr-Lenne-Bahn   |
| S 5   | S-Bahn (DB Regio NRW)               | Dortmund Hbf – Witten-Annen Nord – Witten Hbf – Wetter (Ruhr) – Hagen Hbf                                                                         |                   |